# Bèlagarda (Tarn)
Bèlagarda (en francès Bellegarde) és un antic municipi francès, situat al departament del Tarn i a la regió d'Occitània, fusionat en lo municipi nou de Bèlagarda e Marçal des de 2016.

## Demografia
| 1876                                       | 1962 | 1968 | 1975 | 1982 | 1990 | 1999 | 2006 | 2013 |
| ------------------------------------------ | ---- | ---- | ---- | ---- | ---- | ---- | ---- | ---- |
| 520                                        | 305  | 290  | 287  | 355  | 335  | 318  | 376  | 441  |
| Des de 1962: població sense dobles comptes |      |      |      |      |      |      |      |      |

## Administració
| Període   | Identitat          | Partit |
| --------- | ------------------ | ------ |
| 2001-2008 | Jean-Claude Durand |        |
| 2008-2015 | Serge Capgras      |        |